# Chorus (geslacht)
Chorus is een geslacht van weekdieren uit de klasse van de Gastropoda (slakken).

## Soort
- Chorus giganteus (Lesson, 1831)